# Mohamed El Orabi
Mohamed El Orabi, (en arabe: محمد العربي) né le 26 janvier 1951 au Caire, est un diplomate égyptien.

## Biographie
Après avoir été ambassadeur d'Égypte en Allemagne, Mohamed El Orabi est nommé ministre des Affaires étrangères le 19 juin 2011 et prend ses fonctions le 26 du même mois dans le gouvernement d'Essam Charaf, en remplacement d'Amr Moussa, élu secrétaire général de la Ligue arabe. Le 16 juillet suivant, il remet sa démission.